# Importine
Importine sind Proteinkomplexe in Eukaryoten, die den Transport von Proteinen vom Cytoplasma einer Zelle in ihren Zellkern erleichtern. Importine erkennen und binden die NLS-Sequenz auf Proteinen und der so entstandene Komplex bindet seinerseits an den Kernporenkomplex (NPC), der unter Energieverbrauch in den Zellkern geschleust wird.
Importinkomplexe bestehen aus einer α- und einer β-Untereinheit, von denen es mindestens sieben beziehungsweise vier teilweise zelltyp-spezifische Isoformen gibt. Einige dieser Untereinheiten sind in der Lage, autonom zu funktionieren und haben selbst den Namen Importin. Die α-Untereinheit erkennt die NLS-Sequenz und bindet diese. Der dimere Komplex dockt nun mit Hilfe der β-Untereinheit an die Kernpore an. Nun wird das Kernprotein in den Kern transportiert. Im Zellkern dissoziiert der Komplex. Die an das Ran-Protein gebundene β-Untereinheit wird wieder aus dem Kern geschleust, die α-Untereinheit wird allein aus dem Zellkern exportiert.